# Justicia chaponensis
Justicia chaponensis är en akantusväxtart som beskrevs av Emery Clarence Leonard. Justicia chaponensis ingår i släktet Justicia och familjen akantusväxter. Inga underarter finns listade i Catalogue of Life.